# ビリー・ミリガン
ビリー・ミリガン (Billy Milligan, William Stanley Milligan, 1955年2月14日 - 2014年12月12日) は、アメリカ合衆国生まれの男性。強盗強姦事件で逮捕・起訴されたが、彼は解離性同一性障害（解離性同一症）を患っていると主張、裁判で解離性同一症と事件の関わりにおいて注目され、有名になった。日本でもダニエル・キイスの著作『24人のビリー・ミリガン』によりその名を広く知られた。

## 事件の概要
以下の内容は関連書籍のダニエル・キイスの書籍による。
ビリーは、1977年に、オハイオ州立大学キャンパス内にて、3人の女性に対する連続強姦および、強盗の容疑で逮捕された。裁判の計画を進める中、弁護士との打ち合わせの際に自分はビリーではなく、ビリーは今眠っていると証言する。ビリーの担当弁護士となったジュディ・スティーヴンスンは不信を持ち、接見を通して彼の異常性に気付く。裁判を受けられる能力に疑問を持ったジュディは、検事や精神科医などを呼ぶ。その後の調査により彼は、ビリー（基本的人格）、デイヴィッド、ダニー、トミー、アレン、同性愛者のアダラナ（女性人格）、イギリス訛りのアーサー、レイゲンなど、合計 23 人の人格を持っていることが明らかとなった。
元々の人格であるビリーは、小さい頃、実の父親（ジョニー・モリスン）が自殺し、その後義父（チャーマー・ミリガン）に縄で縛られ吊るされるなどの身体的虐待や挿入を含む性的虐待を受けており、その影響で人格が複数生まれることになる。自分の与り知らぬところで時間が進んでいることにわけの分からなくなったビリーの人格は、17歳の時にビルの屋上から飛び降り自殺を図る。しかし、飛び降りる直前にレイゲンが彼を止め自殺は失敗し、長い間眠らされる事となった。
その後、犯罪を好むケヴィンの人格が薬局強盗事件を起こして逮捕され、約1年半刑務所に服役する。刑務所のような場所では強いレイゲンがスポット（脳内の場所の名前。その場所に立った人格が意識を持つ）を支配するようになる。仮釈放になった後は複数の人格が入れ替わる状態が続いていたため、定職について生活を営むことができなかった。まずアダラナが花屋でアルバイトを始めるが、客の目の前で突然他の人格と入れ替わり、客に迷惑をかけたため解雇されてしまう。その後、トミーが工事現場でアルバイトを始めるが、そこでもまた突然他の人格と入れ替わって仕事を嫌がり、解雇されてしまう。そしてキャンパス婦女強姦強盗事件の前にトミーが機械の補修員の仕事に就くが、勤め先の上司と折り合いが悪くなり解雇されてしまう。勤め先の住居にも居られなくなった後、ある時レイゲンが目を覚ますと大量の請求書（車や家具などの）を見つける。その支払いをするためにレイゲンが強盗を計画し、オハイオ州立大学に到着する。しかし薬の影響のために他の人格にスポットを与えてしまい、キャンパスにて人格が突然入れ替わり、強姦強盗を合計3件犯してしまう（まずアダラナとなって女性に近寄り、その後フィリップが現れてその女性を車で人気のない林へ連れ去って乱暴し、その後ケヴィンがその女性を脅して銀行へ連れて行き、小切手を現金化させ奪った）。レイゲンの人格に戻ると、手元に札束があったため、誰かが上手くやったと思った。しかしまた他の人格が別のこと（請求書の支払いや画材購入など）に使ってしまい、この繰り返しとなる。警察に逮捕された彼は、検事署内で解離性同一症だと知られる。
真似できないようなイギリス訛りの人格（アーサー）や、煙草を吸う愛想の良い人格（アレン）などそれぞれの人格に入れ替わり、でまかせとは思えないものだったため検事官や弁護士、精神医学者には演技ではないと信じられた。
人格アレンの証言によると、脳内のスポットと呼ばれる一点を中心として各人格が立っており、スポットに立つ人格が意識を持つ。比較的安全である場所ではアーサー、刑務所内や検事署内などビリーにとって危険である場所では、レイゲンがどの人格をスポットに立たせるかを決めるという。なお、このとき基本人格ビリーは、目を覚ますと自殺をする恐れがあるため寝かせたままだという。
1978年3月からハーディング病院にてビリーの精神治療が開始された。何とか法廷で証言できる程度に人格を安定したビリーは1978年12月に裁判で無罪を言い渡された。
その後、アセンズ精神衛生センターの精神医学者による本格的な治療が行われ、24人目の人格、「Teacher（教師）」と名乗る統合人格が生まれた。精神医学者は、彼が最も本来の人格に適していると結論づけ、彼を本来の人格とした。ただし、この時点でTeacherが完全に意識を支配したわけではなく、ビリーの精神が完全に安定するまで他の人格と意識の交代を繰り返すことになる。
しかし、彼を危険視する政治的圧力によって、1979年10月に環境劣悪な州立ライマ病院へ移転させられ、そこでビリーは病院による虐待を受けることとなる。
ライマ病院から移動した後も環境の劣悪な病院を転々とさせられ、周囲の反対を押し切って結婚した女性との破局や、彼の身を自由にすることに対してのマスコミの非難によって彼の人格は分裂と統合を繰り返す。
彼がアセンズ精神衛生センターに戻ったのは1982年4月であった。
1985年2月にビリーを危険視する勢力が無実の罪を口実にして警察にビリーを逮捕させる。ビリーはアセンズ精神衛生センターからモリッツ司法ユニットに移され、適切な治療を受けられずに精神が分裂し始める。それを悲観したビリーはそこから脱走したが、結局逮捕される。絶望したビリーは断食による自殺を試みたが、それに慌てふためいたモリッツ司法ユニットは彼の待遇を改善したので、ビリーは断食をやめた。
彼の人格は長い年月をかけ安定し、裁判所は1991年8月に彼の精神が安定したとし、彼を解放した。

## 彼の人格達
以下の内容は関連書籍のダニエル・キイスの書籍による。
| 名前 | 英名                                      | 年齢 | 性別 |
| --- | ----------------------------------------- | ---- | ---- |
| ビリー・ミリガン / ウィリアム・スタンリー・ミリガン | Billy Milligan / William Stanley Milligan | 26歳 | 男   |
| :核となる主人格。 茶色の髪で青い目。身長6フィート、体重190ポンド。 他の人格の存在を知らない。 知らぬ間に時が経っている事に苦しめられ、それを苦に飛び降り自殺を図った。 だが（レイゲンが止めたため）生きていることにより精神不安定に陥る。 逮捕された後に拘置所で手違いにより何度か現れた際には自殺未遂を引き起こしている（自殺を止めるために拘束衣を着せられるものの、その際には縄抜けの名人であるトミーの人格が目覚めてその拘束衣を簡単に脱ぎ、それを枕代わりにして寝た）。 他人格達からは口々に「ビリーは目覚めたら自殺するから起こしてはいけない」と言われている。 義父が原因で極度の男性恐怖症(レイゲンにより発覚、見ることすら出来ないほどに恐怖心を抱いている)。 医師などを見ると「父さんに殺されちゃうよ！」と錯乱してしまう。 統合人格 教師（後述）によれば、ビリー自身も生まれた人格の一つ。 虐待された記憶の管理者であるらしい。 長期に渡る治療を受けてからは彼自身がコントロールするようになったため他の人格が出て来る事は無くなったが、コントロールをやめると他の人格に支配されるだろうと言う恐怖にかられていた。 教師 誕生後は「ビリーU」（分裂したビリー）と呼ばれることになる。 |                                           |      |      |
| アーサー | Arthur                                    | 22歳 | 男   |
| :上流階級のイギリス人。本人によると金縁眼鏡をかけている。 他の人格たち全員の存在を最初に発見した人格。 合理主義者で感情の起伏が薄い。 両手の指先同士を合わせる癖があり、流暢なアラビア語を読み書きできる。 独学で物理学と化学を学び、医学書を研究している。 人当たりが良く知識もあるが、自らスポットに立とうとはしない。 徹底的な保守派で自分を資本主義者だとみなしているが、無神論者と公言している。 危険の無い場所では彼が人格たちのリーダーとなる。 知的な話しぶりと真似して話せる物ではない上流階級イギリス訛りによって半信半疑であった判事らに解離性同一症者であることを確信させた重要な人物の一人。 かなり頭脳明晰ではあるが、IQテストを「失礼だ」と拒否している。 比較的安全な場所にてスポットを支配しており、誰がスポットに立つのか決めている。 好ましくない特色を持つ人格達は例えどんな事があっても一切出て来ないように普段は押さえ込んでいる。 |                                           |      |      |
| レイゲン・ヴァダスコヴィニチ | Ragen Vadascovinich                       | 23歳 | 男   |
| :憎悪の管理者。 彼の名前は "Rage Again" （再度の憎悪）からとられた。ユーゴスラヴィア人。 本人によると、たくましい腕を持ち、髪は黒、垂れさがった口ひげを生やしている。体重210ポンド。 色覚異常であり、スケッチは白黒で行う。 ビリーが自殺しようとしたのを止めたのは彼である。 銃と弾薬の権威で、空手の達人、運動神経がズバ抜けてよく、途方もない怪力の持ち主でアドレナリンの分泌を操ることが可能。 アーサーと対をなす人格で、刑務所を含め危険な場所では彼が人格たちのリーダーとなる。 そのため街のならず者たちとの交流も深く、状況によっては暴力による解決を認めている。 スラブ訛りの強い英語を話す。 セルビア・クロアチア語を読み書き話すことが出来る。 共産主義者だがアーサー同様に無神論者。 トミーと同じくとても短気で喧嘩っ早いが、その反面他の人格達の保護者的存在であり、一般に女性と子供を守る。 好ましくない特色を持つ人格の1人であるケヴィンが強盗してお金を奪ったと言う事を彼は一切知っておらず、そのためケヴィンが強盗して奪ったお金が手元にあった際には誰かが上手くやったと思った。                                                                                                |                                           |      |      |
| アレン | Allen                                     | 18歳 | 男   |
| :愛想が良い性格で、口先がうまく外部の人間との交渉を担当する。 本人によると身長はウィリアムと同じだが、体重は少ない（165ポンド）。髪を右側で分けている。 唯一煙草を吸い、右利き。 不可知論者で「この世で人生を最大限に楽しむ」という態度をとっている。 ドラムを叩いたり、肖像画を描く。 ビリーの母と親密。IQ120。 |                                           |      |      |
| トミー | Tommy                                     | 16歳 | 男   |
| :とても短気で喧嘩っ早い縄抜けの名人。 ビリーが義父から虐待を受け、縄で縛られた際に誕生した人格。 縄だけではなく手錠をも簡単に外す事も出来るため、逮捕されて他の被疑者達と手錠で繋がれて拘置所への移送の際には手錠を簡単に外した。 拘束衣を脱ぐ事も簡単に出来るため、ビリーが手違いによって拘置所で目覚めて自殺未遂をした際に着せられた拘束衣をも簡単に脱いだ。 本人によると、髪はマディ・ブロンドで目はアンバー・ブラウン。 風景画を描き、電気の知識に長けている。 工事現場でアルバイトをした事もあり、機械の補修の仕事に就いた事もある。 サキソフォンを吹く。 |                                           |      |      |
| ダニー | Danny                                     | 14歳 | 男   |
| :いつも怯えている内気な少年。 本人によると、肩までの金髪に青い目で、小柄で痩せている。 義父から自分の墓を掘らされ、生き埋めにされた経験のせいで屋外を恐れている。 静物画が得意。 |                                           |      |      |
| デイヴィッド | David                                     | 8歳  | 男   |
| :苦痛の管理者。 他の人格が受けた苦痛を負う役で何もわからずただ泣く。 他の人格から愛されている。IQ80。 きわめて過敏で知覚力が鋭いが、集中期間が短い。 アレンの書いた絵ではおかっぱ頭の幼い少年の姿。本人によると、暗赤色がかった茶色の髪、青い目。身体は小さい。 |                                           |      |      |
| クリスティーン | Christene                                 | 3歳  | 女   |
| :イギリス人の少女。 肩までの金髪、青い目をしているらしい。 隅の子供。由来は学校で隅に立たされるので、そう呼ばれるようになった。 失読症だが読むことも活字体で書くこともできる。 ビリーの中で最初に誕生した人格（実父がビリーの目の前で自殺未遂をした際に誕生）。 花や 蝶の絵を描いて色を塗るのを好む。 |                                           |      |      |
| クリストファー | Christopher                               | 13歳 | 男   |
| :クリスティーンの兄。 髪はクリステンに似た茶色っぽい金髪だが、前髪は 彼のほうが短い。 従順だが不安を抱えている。 コックニー訛りがある。 ハーモニカを吹く。 |                                           |      |      |
| アダラナ | Adalana                                   | 19歳 | 女   |
| :孤独で内向的。 本人によると、長い黒髪が筋になって垂れている。 眼振があり、茶色の目がときどき左右に動くので｢踊る目｣を持っていると言われる。 レズビアン。詩を書く。 花屋でアルバイトをした事がある。 強姦事件に関与したため後にスポットを追われる。 他人格をスポットから外す力があるという。 他の人格のために家事を行っている。 |                                           |      |      |
| 教師 | Teacher                                   | 26歳 | 男   |
| 裁判で無罪が確定した後、アセンズ精神衛生センターの治療によって誕生した統合人格。 聡明で、感受性が強く、すばらしいユーモアがある人物で「わたしはひとつに統合されたビリーです」と言い、ほかの人格たちを「わたしがつくったアンドロイド」と呼ぶ。 統合前の全人格の記憶をほぼ完全に覚えている。 しかし、周囲・マスコミに追い込まれる中で安定して Teacher が意識を支配するには長い年月がかかった。解放後のビリーである。 注意すべきは「統合」と言っても教師が他の人格を制御できるようになっただけで他の人格と完全に融合したわけではない。 アセンズ精神衛生センターでTeacherが実体化する以前は、脳内の精霊のような存在としてアーサーに知識を与えたり、レイゲンにアドレナリンを制御する方法などを教えていた。 ちなみに彼の出現と協力によって、本書の執筆が可能になった。 彼が誕生してからはビリー以外の人格達を次々と眠りにつかせていき、それがきっかけでビリー以外の人格が表に出て来る事がなくなっていった。 |                                           |      |      |
| 以下、13人の『好ましくない者たち』。普段はアーサーによって押さえ込まれているためほとんど出て来る事はないが、不安定な時期があった際だけはアーサーやレイゲンから逃れて人格として表に出てしまい、事件を起こした。アセンズ精神衛生センタ ーで、ドクター・デイヴィッド・コールの前で初めて姿をあらわした。 |                                           |      |      |
| フィル / フィリップ | Phil / Philip                             | 20歳 | 男   |
| :乱暴者。 本人によると、縮れた茶色の髪、はしばみ色の目、鉤鼻。 強いブルックリン訛りで俗悪な言葉を話す。 罪を犯している（強姦事件の張本人）。 彼が｢フィル｣と名乗ったと被害者が報告したために、警察やメディアに知られている10人以外の人格が存在しているという手がかりとなった。 |                                           |      |      |
| ケヴィン | Kevin                                     | 20歳 | 男   |
| 立案者。 本人によると、金髪にグリーンの目。 犯罪を好む男。素人臭い犯罪者。書くのが好き。 薬局強盗事件を起こし逮捕され、刑務所に服役する。 その後強盗事件の張本人となる。 彼が強盗してお金を奪ったと言う事をレイゲンは一切知らず、そのため彼が強盗して奪ったお金が手元にあったと言う事に気付いたレイゲンは誰かが上手くやったと思った。 |                                           |      |      |
| ウォルター | Walter                                    | 22歳 | 男   |
| :オーストラリア人。 本人によると口ひげを生やしている。 生まれながらの大型獣の猟師と思っている。 方向感覚が抜群で方向を知るために利用される事もある。 |                                           |      |      |
| エイプリル | April                                     | 19歳 | 女   |
| :あばずれ。 本人によると黒髪、茶色の目。 ボストン訛りがある。 縫い物をして、家事に協力する。 義父に対する復讐心が凶暴性のレベルで強い。 他の人格は彼女を異常だと思っている。 |                                           |      |      |
| サミュエル | Samuel                                    | 18歳 | 男   |
| :彷徨えるユダヤ人。 本人によると、黒い縮れ毛で顎ひげを生やし、目は茶色。 正統派ユダヤ教徒。 全人格で唯一の神を信じる人格。 彫刻家で、木を彫る。 |                                           |      |      |
| マーク | Mark                                      | 16歳 | 男   |
| :働き者だが自主性がない。 他の人格に命令されなければ何もしない。 何もすることがなければ、壁を見つめている。 ときどき｢ゾンビ｣と呼ばれている。 |                                           |      |      |
| スティーヴ | Steve                                     | 21歳 | 男   |
| :極端に自己中心的。 つねに人をかつぐ。 人々の真似をして喋る。 常に人を嘲る。 上記から嘲笑的な物真似をするためにまわりの者の怒りを招き、他の人格たちにしばしば迷惑をかける。 多重人格という診断を断じて受け入れない。 |                                           |      |      |
| リー | Lee                                       | 20歳 | 男   |
| :悪ふざけを好む。 本人によると、褐色の髪ではしばみ色の目。 コメディアンで道化師。 上記から彼の悪ふざけのために、刑務所や最重警備病院で喧嘩が起こり、他の人格たちが独房に入れられた事がある。 人生にも自分の行動の結果にも関心を持たない。 |                                           |      |      |
| ジェイスン(ジェイソン) | Jason                                     | 13歳 | 男   |
| :“安全弁”。 ヒステリックに反応し癇癪を起こすためにしばしば罰を与えられる。 不快な記憶を引き受ける役。 上記から他の人格たちは不愉快な出来事を忘れ、結果としてその記憶を喪失する。 |                                           |      |      |
| ボビー / ロバート | Bobby / Robert                            | 17歳 | 男   |
| :夢想家。 自信が無く現実的な行動力に欠けている。 世の中をよりよい場所にしようと夢見ているが、野心も知的関心もない。 |                                           |      |      |
| ショーン | Shawn                                     | 4歳  | 男   |
| :耳が不自由。 知恵遅れとみなされることが多い。 頭の中のバイブレーションを感じようと蜂に似た音を出す。 ビリーの中で2番目に誕生した人格（ビリーが幼い頃に花瓶を落として割ってしまい、母に叱られそうになった際に誕生）。 |                                           |      |      |
| マーティン | Martin                                    | 19歳 | 男   |
| :自慢屋で気取り屋で見栄っ張り。 本人によると、金髪に灰色の目。 俗者のニューヨークっ子。 努力しないでいろいろなものを欲しがる |                                           |      |      |
| ティモシー / ティミー | Timothy / Timmy                           | 15歳 | 男   |
| 花屋につとめた。だがゲイの店長に関係を迫られ心を閉ざしてしまった。 |                                           |      |      |

## 解放後 - 晩年
精神病院に収容されてから10年後の1988年、ビリーは退院し、1991年、オハイオの精神衛生制度と法廷から解放された。1996年に自身の所有する映画会社 "Stormy Life Productions" のあるカリフォルニアに居住しショートフィルムを制作する予定だった（が、明らかに製作されてはいなかった）。その後の彼の所在地は長い間不明であり、かつての知人たちは彼と連絡が取れなくなっていた。
2009年12月30日に日本テレビ系列で放送された「ザ!世界仰天ニュース」に初出演し、その際には現在の状況などを語った。
2014年12月12日、癌のためオハイオ州コロンバスの病院で死去。59歳没。

## 関連書籍
- ダニエル・キイス著 『24人のビリー・ミリガン』 The Minds of Billy Milligan 、上巻 ISBN 4-15-110104-7 下巻 ISBN 4-15-110105-5 - 本人へのインタビューや関係者の証言、裁判記録などの資料に基づくビリー・ミリガンの前半生のノンフィクション。裁判の判決、アセンズ精神衛生センターでの治療、政治的圧力による州立ライマ病院への移転が決まるところまで。
- ダニエル・キイス著 『ビリー・ミリガンと23の棺』 The Milligan Wars - 上巻 ISBN 4-15-110106-3 下巻 ISBN 4-15-110107-1 - 前著の後、ライマ病院での死闘、批判勢力との戦い、長年の治療による精神の安定が語られる。1994年に日本、2000年に台湾、2009年にフランス、2018年にウクライナで出版されたが、オハイオの施設でビリーが受けた不適切と考えられる治療に対する訴訟と、映画がリリースされた際にはタイアップして出版したいという要望から、アメリカ本国では未だに出版されていない。

## 関連番組
- 2021年、Netflixによってドキュメンタリー番組『ビリー・ミリガン: 24の人格を持つ男』（Monsters Inside: The 24 Faces of Billy Milligan）が配信された。
- 2023年、Apple TV+にて上記の『24人のビリー・ミリガン』を原案としたドラマ『クラウデッド・ルーム』 (The Crowded Room) が配信された。